# Barry Cowan
Barry Cowan (Southport, 25 agosto 1974) è un ex tennista britannico.

## Carriera
Ottenne il suo best ranking in singolare l'11 settembre 2000 con la 162ª posizione, mentre nel doppio divenne il 9 agosto 1999, il 136º del ranking ATP.
Nel 2001, in coppia con Mosè Navarra, raggiunse la finale del Chennai Open; in quell'occasione vennero sconfitti dalla coppia formata da Byron e da Wayne Black con il punteggio di 4-6, 3-6. Nello stesso anno, a Wimbledon, al secondo turno, portò fino al quinto set il numero uno del seeding, lo statunitense Pete Sampras; la partita finì con il risultato di 3-6, 2-6, 7–6(5), 6-4, 3-6, a favore di Sampras.
Venne convocato in un'unica occasione nella squadra britannica di Coppa Davis nel 2001, nell'incontro contro l'Ecuador; a incontro ormai vinto, giocò, perdendolo, il quarto singolare contro Luis Morejon.

## Statistiche

### Tornei ATP

#### Doppio

##### Sconfitte in finale (1)
| Legenda                                              |
| Grande Slam (0)                                      |
| ATP World Tour Finals (0)                            |
| ATP Super 9 / ATP Masters Series (0)                 |
| ATP Championship Series / ATP International Gold (0) |
| ATP World Series / ATP International Series (1)      |

| Numero | Data            | Torneo                | Superficie | Compagno     | Avversari in finale     | Punteggio |
| 1.     | 1º gennaio 2001 | Chennai Open, Chennai | Cemento    | Mosè Navarra | Byron Black Wayne Black | 4-6, 3-6  |

### Tornei minori

#### Singolare

##### Vittorie (1)
| Legenda tornei minori |
| Challenger (1)        |
| Futures (0)           |

| Numero | Data          | Torneo                      | Superficie | Avversario in finale | Punteggio     |
| 1.     | 6 agosto 2001 | Gramado Challenger, Gramado | Cemento    | Andy Ram             | 2-6, 6-4, 6-3 |

#### Doppio

##### Vittorie (3)
| Legenda tornei minori |
| Challenger (1)        |
| Futures (2)           |

| Numero | Data             | Torneo                               | Superficie    | Compagno       | Avversari in finale               | Punteggio     |
| 1.     | 11 febbraio 1998 | AEGON Pro Series Chigwell, Chigwell  | Sintetico (i) | Tom Spinks     | Martijn Belgraver Martin Verkerk  | 6-4, 6-4      |
| 2.     | 25 febbraio 1998 | Adidas Tennis Base Open, Oberhaching | Sintetico (i) | Nick Gould     | Julian Knowle Luke Milligan       | 1-6, 7-6, 6-4 |
| 3.     | 14 febbraio 2000 | Hull Challenger, Kingston upon Hull  | Sintetico (i) | Neville Godwin | Julian Knowle Stefano Pescosolido | 6-3, 3-6, 6-3 |